# Dzerjînivka, Solone
Dzerjînivka (în ucraineană Дзержинівка) este localitatea de reședință a comunei Dzerjînivka din raionul Solone, regiunea Dnipropetrovsk, Ucraina.

## Demografie
Componența lingvistică a localității Dzerjînivka
     Ucraineană (84,93%)
     Rusă (14,2%)
Conform recensământului din 2001, majoritatea populației localității Dzerjînivka era vorbitoare de ucraineană (84,93%), existând în minoritate și vorbitori de rusă (14,2%).